# 118 WallyPower
Die 118 WallyPower (Schreibweise uneinheitlich, teilweise wird auch die in der Sportschifffahrt üblichere Variante mit nachgestellter Länge verwendet, also Wally Power 118) ist eine Hochgeschwindigkeits-Luxusyacht, die von Wally Yachts aus Monaco entworfen und hergestellt wird. Ihr futuristisches und puristisches Design, das an ein Schiff mit Tarnkappeneigenschaften erinnert, macht die schwarz schimmernde Yacht einmalig. Sämtliche für ein Boot dieser Größe notwendigen Deckaufbauten wurden unter Verkleidungen versteckt, so die beiden Radare und die GPS-Antenne. Helle Teakholzböden bilden einen scharfen Kontrast zum dunklen Rumpf und den schwarzen Rauchglasscheiben, die einen Großteil der Außenfläche der Kabine ausmachen.
Unter Deck gibt es eine große Eignerkabine und zwei großzügige ebenfalls fensterlose Gästekabinen. Dachluken aus Milchglas und Prismen sorgen für Tageslicht. Drei Kajüten mit je zwei Kojen beherbergen die Besatzung.
Ihr Preis liegt bei 14 Millionen Euro (in der Variante mit 3 × 2950-kW-Dieselmotoren) bzw. 20 Millionen Euro (in der Variante mit drei Gasturbinen). Einem breiteren Publikum wurde die Wally-Power-118-Yacht durch den Kinofilm Die Insel bekannt.

## Gasturbinenantrieb
- Motoren:
  - 3 × DDC TF 50 Gasturbinen (maximale Leistung: 3 × 4.100 kW = 12.300 kW)
  - 2 × Cummins 370 HP Dieselmotoren (maximale Leistung: 2 × 272 kW = 544 kW)
- Getriebe: 3 × Maag Gear
- Düsen: KaMeWa 2 × 63 und 1 × 52
- Länge: 36 m
- Tankinhalt: 22.000 Liter
- Maximale Geschwindigkeit: 60 Knoten (111,11 km/h)
- Reichweite bei maximaler Geschwindigkeit: 380 Seemeilen (703 km)
- Maximale Reichweite: 1.500 Seemeilen bei 9 Knoten (2.778 km bei 16 km/h)